# 오현중학교 축구부
오현중학교 축구부는 제주특별자치도 제주시에 위치한 오현중학교의 축구부이다. 오현중학교가 운영하는 축구부로 1947년에 창단  하였다.

## 같이 보기
- 오현중학교